# 宮崎雅好
宮崎 雅好（みやざき まさよし、1927年（昭和2年）1月10日 - 2021年（令和3年）1月26日）は、昭和から平成時代の政治家。埼玉県坂戸市長。坂戸市名誉市民。

## 経歴
埼玉県入間郡坂戸町（現坂戸市）出身。海軍兵学校卒業。1955年（昭和30年）1月、坂戸町議会議員に当選し、以来坂戸町および坂戸市収入役を経て、1980年（昭和55年）5月、坂戸市長に当選した。2000年（平成12年）5月、政界から引退した。2002年（平成14年）7月、坂戸市名誉市民に推挙された。
2021年1月26日、盲腸がんのため死去。94歳没。死没日をもって従四位に叙される。

## 著作
- 『富士に向かって走ろう : 坂戸毎日チャリティマラソンと走りぬけた二十年』、2002年。